# Дни предательства
«Дни предательства» (чеш. Dny zrady) — чехословацкий 2-серийный фильм 1972 года режиссёра Отакара Вавры.
Первый фильм трилогии, составляющий вместе с фильмами «Соколово» и «Освобождение Праги» эпическую реконструкцию событий истории Чехословакии , — от подписания Мюнхенского соглашения до освобождения страны Красной армией в 1945 году.
Фильм был удостоен диплома на Московском кинофестивале (1973) и выдвигался от Чехословакии на кинопремию «Оскар» (1974), но не был принят к номинации.

## Сюжет
Лента воссоздаёт события 1938 года, приведшие Мюнхенское соглашение к заключению. В фильме раскрывается роль чехословацкой буржуазии как одного из виновников установления так называемой «мюнхенской диктатуры», а также показаны пограничные столкновения. Картина представляет собой хронику попыток президента Чехословакии Эдварда Бенеша, политиков и простых граждан сохранить независимость и территориальную целостность государства перед лицом наступления нацистской Германии. Однако их усилия оказываются тщетными: 29 марта 1938 года лидер судетских немцев Конрад Генлейн встречается с Гитлером, который приказывает ему усилить давление на чехословацкое правительство. 24 апреля в Карлсбаде Судето-немецкая партия выдвигает восемь требований, унизительных для Чехословакии. Эти условия оказываются неприемлемыми для президента Бенеша и в конечном итоге приводят к распаду республики.

## В ролях
| Актёр               | Роль                                                  |
| ------------------- | ----------------------------------------------------- |
| Иржи Плескот        | Эдвард Бенеш, президент Чехословакии                  |
| Богумил Пасторек    | Клемент Готвальд, руководитель Компартии Чехословакии |
| Гуннар Мёллер       | Гитлер                                                |
| Ярослав Радимецкий  | Чемберлен                                             |
| Мартин Грегор       | Даладье                                               |
| Борживой Навратил   | Сергей Сергеевич Александровский                      |
| Отакар Броусек      | Бонне, Жорж                                           |
| Йозеф Лангмилер     | Дафф Купер                                            |
| Гюнтер Цишов        | Карл Герман Франк                                     |
| Александер Фред     | Йозеф Геббельс                                        |
| Рудольф Юрда        | Герман Геринг                                         |
| Вернер Эрлихер      | Конрад Генлейн                                        |
| Владимир Шмерал     | Милан Годжа                                           |
| Владимир Стах       | Бенито Муссолини                                      |
| Ярослав Розсивал    | Хорак                                                 |
| Яромир Ганзлик      | Иржи                                                  |
| Иржи Крампол        | Карел                                                 |
| Честмир Ржанда      | Гваткин                                               |
| Витезслав Яндак     | Станда                                                |
| Сватоплук Бенеш     | Ньютон                                                |
| Михал Дочоломанский | Ян Шверма                                             |
| Владимир Главаты    | Гамелен                                               |
| Власта Йелинкова    | пожилая женщина на границе                            |
| Эмма Черна          | почтовый служащий Ржена Пардусова                     |
| Рената Долежелова   | рабочая Анка Кадлецова                                |
| Эмиль Хорват        |                                                       |

## Фестивали и награды
- 1973 — 8-й Московский международный кинофестиваль — Диплом жюри.
- 1973 — выдвигался от Чехословакии в качестве заявки в категории «Лучший фильм на иностранном языке» на 46-й церемонии вручения премии «Оскар», но не был принят к номинации.
- 1973 — Премия имени Антонина Запотоцкого — сценаристу фильма Милославу Фаберае.
- 1974 — 12-й Фестиваль чешских и словацких фильмов в Нитре — Специальный приз фестивального комитета
- 1977 — Государственная премия имени Клемента Готвальда за кинотрилогию — режиссёру Отакару Вавре и сценаристу Милославу Фабере.